# Курды в Армении
Ку́рды в Арме́нии (курд. Kurdên Ermenistanê; арм. Քրդերը Հայաստանում) — вторая по численности этническая группа Армении, составляющая исторически значительное курдское население.
Большинство курдов, ранее живших на территории современной Армении, были депортированны и выселены в Османскую империю (1827; 1918—1919), Персию (1920) и Среднюю Азию (1937), преимущественно в Туркменскую ССР и Казахскую ССР.

Этнолингвистические группы в Кавказском регионе

## Культура
Курды бывшего Советского Союза начали писать на курдском языке с помощью армянского алфавита в 1920-е годы, затем появился латинский алфавит в 1927 году, потом кириллица в 1945 году, в настоящее время курды пишут латиницей, на арабском алфавите и на кириллице.
Первые курдские школы открылись в Армении в 1920 году.
Курды в Армении создали передачи на курдском языке на радио и появилась первая курдская газета Рйа Таза. Существует Курдский Отдел в Ереванском Государственном Институте востоковедения.